# Rugby Sevens op de Gemenebestspelen 2006
Rugby sevens is een van de sporten die werden beoefend tijdens de Gemenebestspelen 2006.

## Mannen

### Groepsfase

#### Groep A
| Nieuw-Zeeland | 35 | - | Wales   | 10 |
| Kenia         | 31 | - | Namibië | 5  |
| Nieuw-Zeeland | 41 | - | Namibië | 7  |
| Wales         | 33 | - | Kenia   | 0  |
| Nieuw-Zeeland | 41 | - | Kenia   | 0  |
| Wales         | 40 | - | Namibië | 7  |

| land          | wed | win | gel | ver | saldo | pnt |
| ------------- | --- | --- | --- | --- | ----- | --- |
| Nieuw-Zeeland | 3   | 3   | 0   | 0   | + 110 | 9   |
| Wales         | 3   | 2   | 0   | 1   | + 41  | 7   |
| Kenia         | 3   | 1   | 0   | 2   | - 44  | 5   |
| Namibië       | 3   | 0   | 0   | 3   | - 93  | 3   |

#### Groep B
| Fiji      | 31 | - | Canada    | 14 |
| Schotland | 33 | - | Niue      | 5  |
| Fiji      | 63 | - | Niue      | 0  |
| Canada    | 10 | - | Schotland | 7  |
| Canada    | 24 | - | Niue      | 7  |
| Fiji      | 33 | - | Schotland | 7  |

| land      | wed | win | gel | ver | saldo | pnt |
| --------- | --- | --- | --- | --- | ----- | --- |
| Fiji      | 3   | 3   | 0   | 0   | + 106 | 9   |
| Canada    | 3   | 2   | 0   | 1   | + 3   | 7   |
| Schotland | 3   | 1   | 0   | 2   | - 1   | 5   |
| Niue      | 3   | 0   | 0   | 3   | - 91  | 3   |

#### Groep C
| Engeland     | 35 | - | Cookeilanden | 5  |
| Australië    | 73 | - | Sri Lanka    | 0  |
| Engeland     | 61 | - | Sri Lanka    | 0  |
| Australië    | 28 | - | Cookeilanden | 19 |
| Cookeilanden | 47 | - | Sri Lanka    | 0  |
| Engeland     | 14 | - | Australië    | 12 |

| land         | wed | win | gel | ver | saldo | pnt |
| ------------ | --- | --- | --- | --- | ----- | --- |
| Engeland     | 3   | 3   | 0   | 0   | + 93  | 9   |
| Australië    | 3   | 2   | 0   | 1   | + 80  | 7   |
| Cookeilanden | 3   | 1   | 0   | 2   | + 8   | 5   |
| Sri Lanka    | 3   | 0   | 0   | 3   | - 181 | 3   |

#### Groep D
| Tonga       | 26 | - | Zuid-Afrika | 19 |
| Samoa       | 31 | - | Oeganda     | 10 |
| Zuid-Afrika | 63 | - | Oeganda     | 7  |
| Samoa       | 25 | - | Tonga       | 0  |
| Oeganda     | 24 | - | Tonga       | 14 |
| Zuid-Afrika | 12 | - | Samoa       | 10 |

| land        | wed | win | gel | ver | saldo | pnt |
| ----------- | --- | --- | --- | --- | ----- | --- |
| Zuid-Afrika | 3   | 2   | 0   | 1   | + 65  | 7   |
| Samoa       | 3   | 2   | 0   | 1   | + 44  | 7   |
| Tonga       | 3   | 1   | 0   | 2   | - 28  | 5   |
| Oeganda     | 3   | 1   | 0   | 2   | - 65  | 5   |

### Verliezersronde

#### Kwartfinale
| Kenia     | 21 | - | Niue         | 5  |
| Oeganda   | 24 | - | Sri Lanka    | 12 |
| Tonga     | 31 | - | Cookeilanden | 12 |
| Schotland | 26 | - | Namibië      | 12 |

#### Halve finale
| Kenia | 29 | - | Oeganda   | 0 |
| Tonga | 12 | - | Schotland | 5 |

#### Finale
| Kenia | 26 | - | Tonga | 12 |

### Winnaarsronde

#### Kwartfinale
| Nieuw-Zeeland | 24 | - | Canada      | 0  |
| Australië     | 20 | - | Zuid-Afrika | 14 |
| Engeland      | 17 | - | Samoa       | 14 |
| Fiji          | 26 | - | Wales       | 7  |

#### Verliezers Halve finale
| Zuid-Afrika | 17 | - | Canada | 14 |
| Wales       | 26 | - | Samoa  | 17 |

#### Finale
| Wales | 29 | - | Zuid-Afrika | 28 |

#### Halve finale
| Nieuw-Zeeland | 21 | - | Australië | 19 |
| Engeland      | 21 | - | Fiji      | 14 |

#### Bronzen medaille
| Australië | 17 | - | Fiji | 24 |

#### Finale
| Nieuw-Zeeland | 29 | - | Engeland | 21 |

## Eindrangschikking
| pos    | land          |
| ------ | ------------- |
| Goud   | Nieuw-Zeeland |
| Zilver | Engeland      |
| Brons  | Fiji          |
| 4      | Australië     |
| 5      | Wales         |
| 6      | Zuid-Afrika   |
| 7      | Samoa         |
| 8      | Canada        |
| 9      | Kenia         |
| 10     | Tonga         |
| 11     | Oeganda       |
| 12     | Schotland     |
| 13     | Niue          |
| 14     | Cookeilanden  |
| 15     | Sri Lanka     |
| 16     | Namibië       |

Atletiek · Badminton · Basketbal · Boksen · Bowls · Gewichtheffen · Hockey · Mountainbike · Netball · Ritmische gymnastiek · Rugby Sevens · Schietsport · Schoonspringen · Squash · Synchroonzwemmen · Tafeltennis · Triatlon · Turnen · Wielersport (baan · weg) · Zwemmen